# Kaukasus-Glockenblume
Die Kaukasus-Glockenblume (Campanula raddeana) ist eine Pflanzenart aus der Gattung der Glockenblumen (Campanula) in der Familie der Glockenblumengewächse (Campanulaceae).

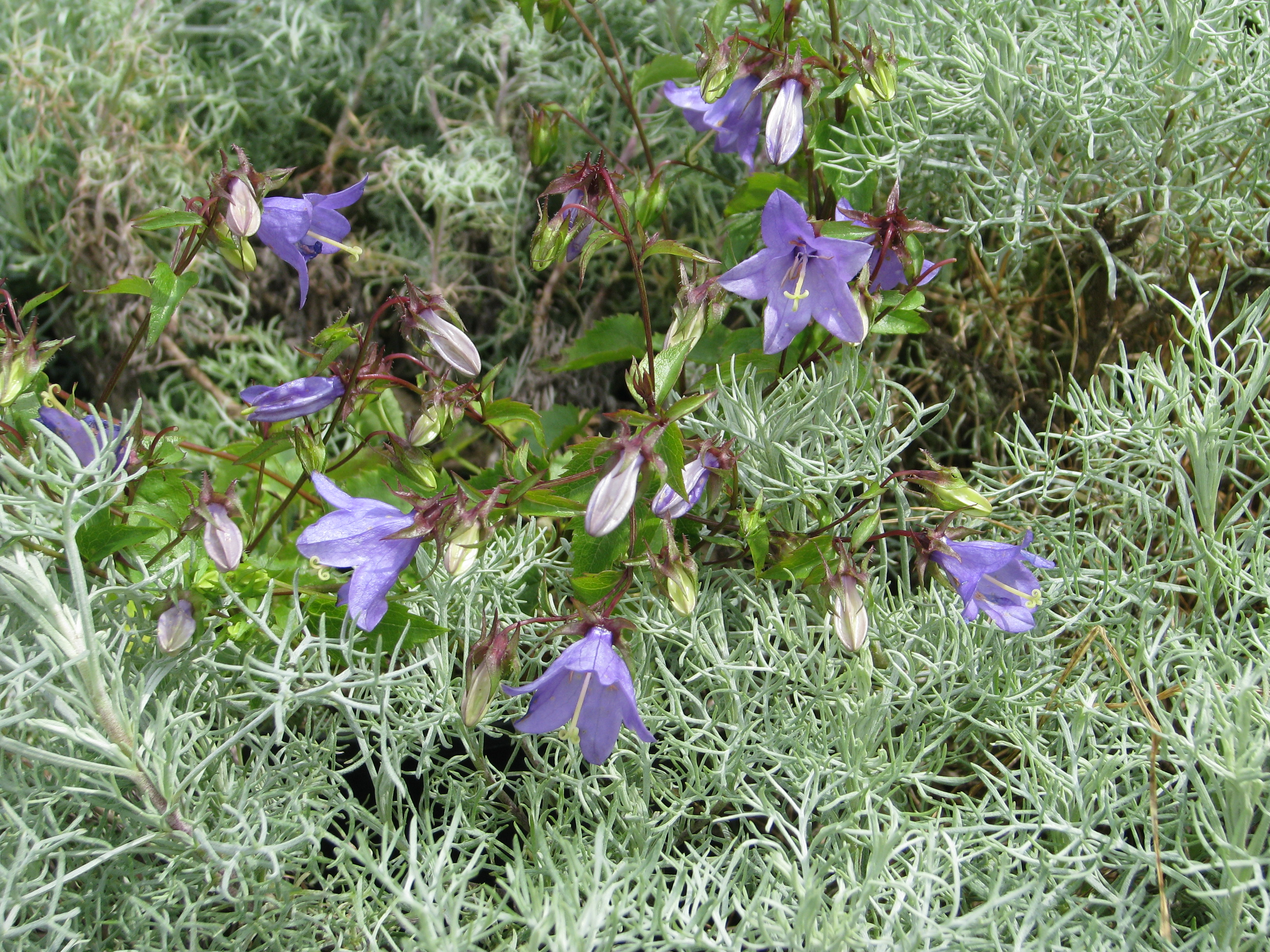
Kaukasus-Glockenblume

## Merkmale
Die Kaukasus-Glockenblume ist eine ausdauernde, krautige Pflanze, die Wuchshöhen von 10 bis 25 (30) Zentimeter erreicht und kurze unterirdische Ausläufer, sowie Rosettenrasen bildet. Die Grundblattspreite ist ungefähr 2 Zentimeter lang, scharf gezähnt, dreieckig-herzförmig, behaart und auffällig geadert. Die Kelchanhängsel sind deutlich länger als 2 Millimeter. Die Kelchzipfel sind schmal dreieckig, bewimpert und halb so lang wie die Krone. Die Krone ist breit glockig und auf den Nerven rauhaarig.
Die Blütezeit reicht von Mai bis Juni.
Die Chromosomenzahl beträgt 2n = 34.

## Vorkommen
Die Kaukasus-Glockenblume kommt im Kaukasus und in Südwest-Transkaukasien auf Kalkstein in Höhenlagen über 1300 Meter vor.

## Taxonomie
Die Kaukasus-Glockenblume wurde 1866 von Ernst Rudolf von Trautvetter in Bulletin de l’Académie Impériale des Sciences de Saint-Pétersbourg Band 10 Seite 395 als Campanula raddeana erstbeschrieben. Das Epitheton "raddeana" ehrt den deutschen Naturforscher Gustav Radde.

## Nutzung
Die Kaukasus-Glockenblume wird selten als Zierpflanze für Steingärten genutzt. Sie ist seit spätestens 1907 in Kultur.